# Саламанка (містечко, Нью-Йорк)
Саламанка (англ. Salamanca) — місто (англ. town) в США, в окрузі Каттарогус штату Нью-Йорк. Населення — 470 осіб (2020).

## Демографія
Згідно з переписом 2010 року, у місті мешкала 481 особа в 203 домогосподарствах у складі 143 родин. Було 237 помешкань
Расовий склад населення:
| - 93,3 % — білих - 2,5 % — корінних американців - 0,6 % — чорних або афроамериканців - 0,6 % — азіатів |

До двох чи більше рас належало 2,9 %. Частка іспаномовних становила 1,0 % від усіх жителів.
За віковим діапазоном населення розподілялося таким чином: 18,3 % — особи молодші 18 років, 63,6 % — особи у віці 18—64 років, 18,1 % — особи у віці 65 років та старші. Медіана віку мешканця становила 49,3 року. На 100 осіб жіночої статі у місті припадало 114,7 чоловіків;  на 100 жінок у віці від 18 років та старших — 105,8 чоловіків також старших 18 років.
Середній дохід на одне домашнє господарство  становив 65 495 доларів США (медіана — 61 250), а середній дохід на одну сім'ю — 72 036 доларів (медіана — 65 625). Медіана доходів становила 52 500 доларів для чоловіків та 41 250 доларів для жінок. За межею бідності перебувало 7,1 % осіб, у тому числі 8,2 % дітей у віці до 18 років та 4,4 % осіб у віці 65 років та старших.
Цивільне працевлаштоване населення становило 199 осіб. Основні галузі зайнятості: виробництво — 16,6 %, публічна адміністрація — 16,1 %, мистецтво, розваги та відпочинок — 15,6 %.